# マシアス・ヒューズ
マティアス・ヒューズ（Matthias Hues、1959年2月14日 - ）は、アメリカの俳優、武道家。身長は196cm。ドイツ・ヴァルトロップ出身。

## 出演作品
- バトル・ファイター (1989) - ライノ
- ダークエンジェル（1990） - 悪玉エイリアン・タレック
- スタートレックVI 未知の世界 (1991) - second klingon general
- バニッシュ（1998）- ギュンター
- ゾンヴァイア 死霊大血戦 Legion of the Dead (2001) - トガイオ
- ビヨンド・ザ・リミット Beyond the Limits (2003) - Big Blonde Knight
- ザ・バトルス (2009)
- Mr.&Miss. ポリス (2014) - 金髪の銀行強盗犯
- エクスペンダブルズ・ゲーム　(2016) - ラン